# Candice Night
Candice Night, född Candice Lauren Isralow den 8 maj 1971 i Hauppauge, Long Island, New York, är en amerikansk sångerska och låtskrivare i bandet Blackmore's Night. Hon har tidigare jobbat tillsammans med bland andra Deep Purple, Rainbow och Helloween. Hon har varit tillsammans med Ritchie Blackmore sedan 1989 (gifta sedan 2008) och paret har två barn.

## Diskografi (urval)
Studioalbum med Blackmore's Night
- Shadow of the Moon (1997)
- Under a Violet Moon (1999)
- Fires at Midnight (2001)
- Ghost of a Rose (2003)
- The Village Lanterne  (2006)
- Winter Carols (2006)
- Secret Voyage (2008)
- Autumn Sky (2010)
- Dancer and the Moon (2013)
- All Our Yesterdays (2015)

Soloalbum
- Reflections (2011)
- Starlight Starbright (2015)